# Metody przedstawiania rzeźby terenu na mapach

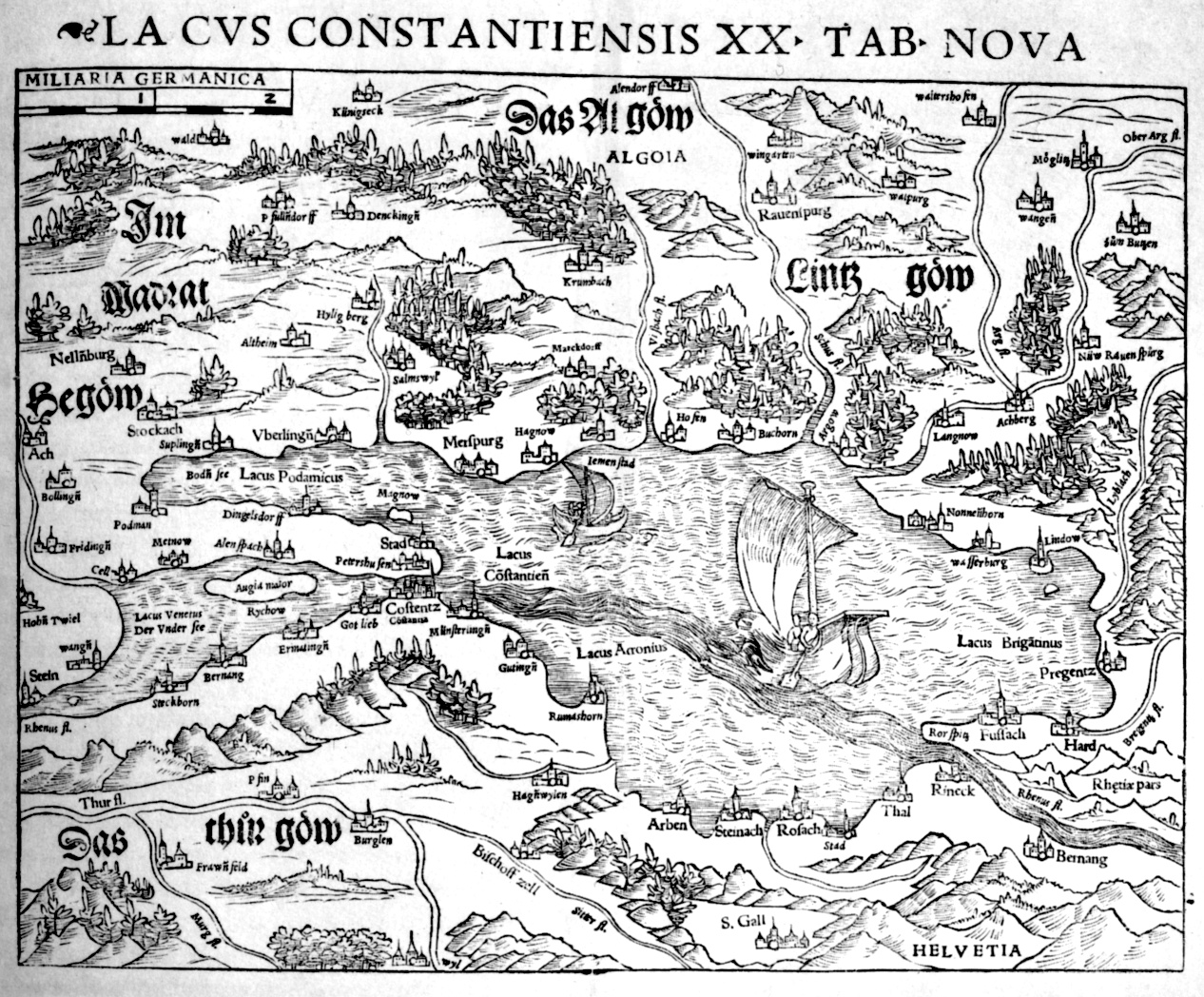
Mapa Jeziora Bodeńskiego z rzeźbą terenu wykonaną metodą kopczykową

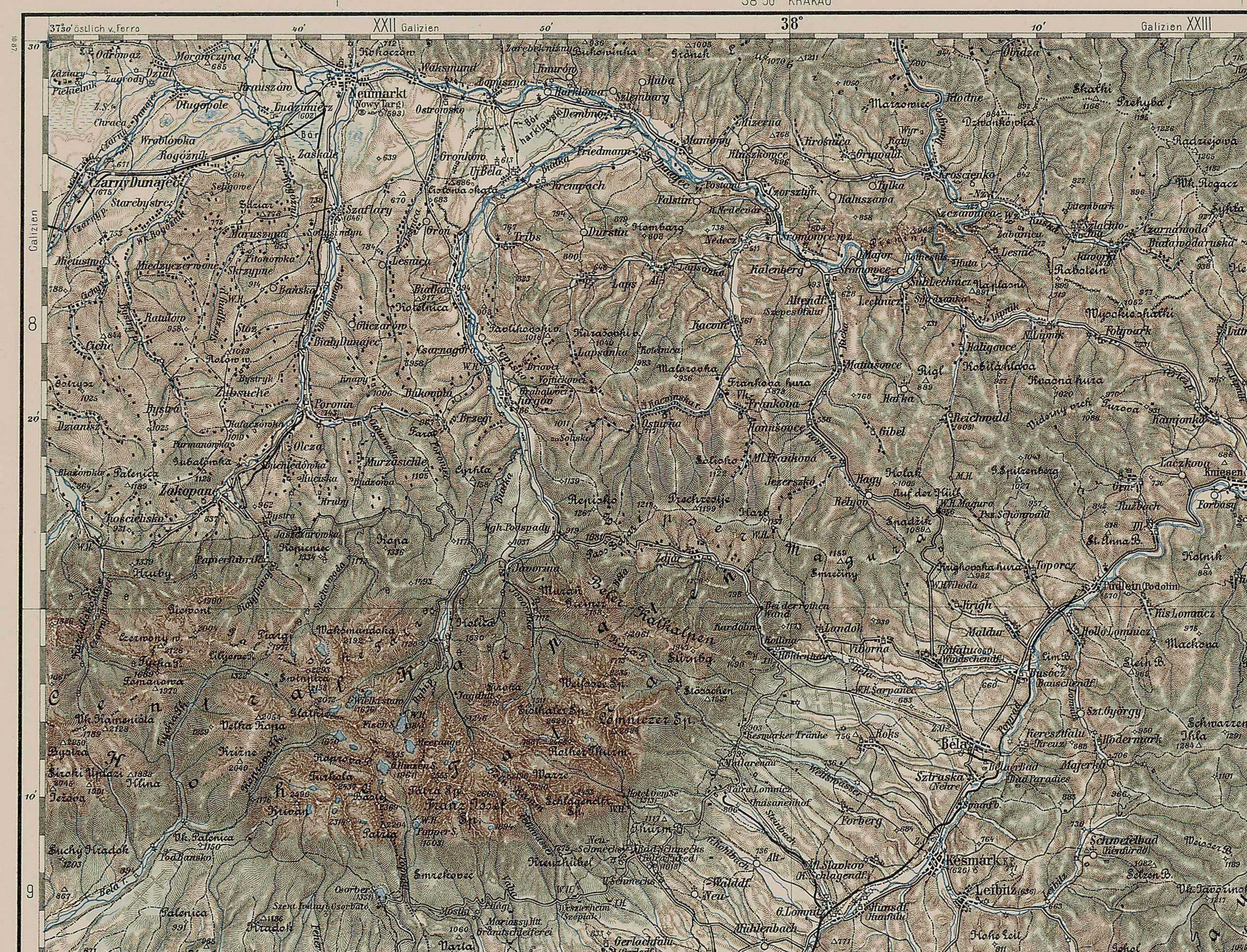
Mapa Tatr i Podhala z rzeźbą terenu wykonaną metodą kreskowania

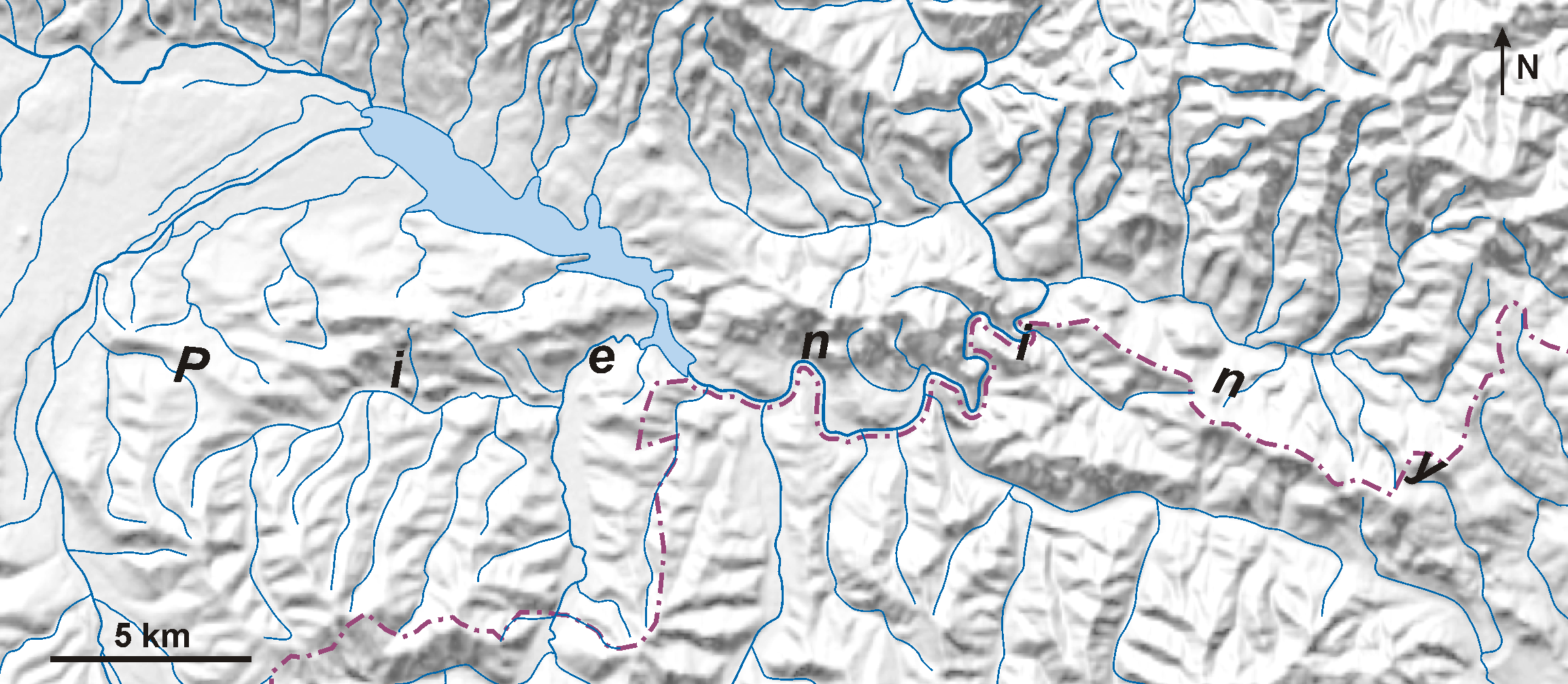
Mapa Pienin z rzeźbą terenu wykonaną metodą cieniowania

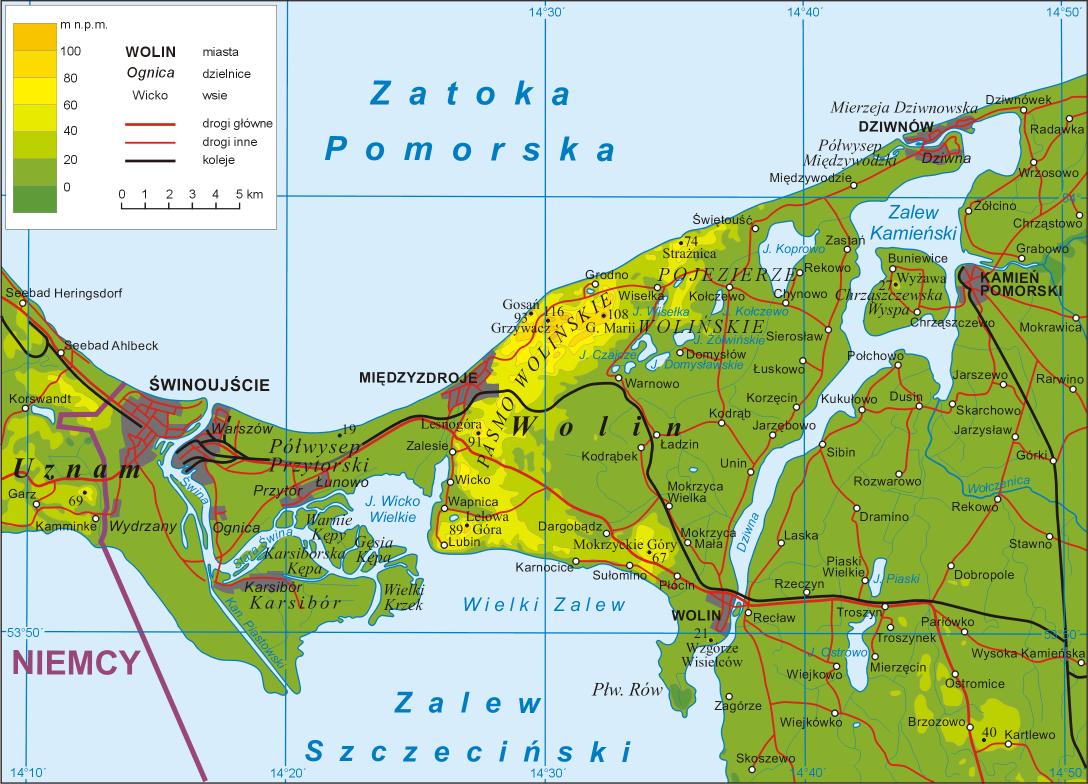
Mapa wyspy Wolin z rzeźbą terenu wykonaną metodą hipsometryczną

Metody przedstawiania rzeźby terenu na mapach – grupa metod kartograficznych służąca do przedstawiania ukształtowania pionowego powierzchni Ziemi na mapach (głównie ogólnogeograficznych).
Wraz z rozwojem kartografii rzeźbę terenu przedstawiano metodami:
- perspektywiczną (od XVI w.), najczęściej były to kopczyki, stąd często metoda ta nazywana jest kopczykową
- kreskowanie (od XVIII w.) polegało na przedstawieniu zboczy gór kreskami. Najbardziej rozpowszechnioną odmianą tej metody było kreskowanie Lehmanna (im bardziej strome zbocze tym intensywniejsze kreskowanie) oraz kreskowanie cieniujące
- cieniowanie (od XIX w.)
- metoda poziomicowa (od XIX w.). Jej modyfikacjami są np. poziomice pogrubiane i poziomice iluminowane. Częstym uzupełnieniem tej metody (np. na mapach topograficznych) jest rysunek skał.
- metoda hipsometryczna (od XIX w.) inaczej zwana metodą warstwobarwną
- blokdiagram (od XX w.)

Powstało również wiele innych metod przedstawiania rzeźby, lecz nie znalazły one szerszego zastosowania (np. metoda Raisza, metoda Tanaki)
Praktycznie wszystkie metody są stosowane do dzisiaj, choć niektóre z nich niezmiernie rzadko (np. kopczyki czy kreskowanie stosowane są na mapach mających nawiązywać grafiką do map dawnych). Na współczesnych mapach często również łączy się metody, np. hipsometryczną z cieniowaniem.